# Schulenberg im Oberharz
Schulenberg im Oberharz is een gemeente in de Duitse deelstaat Nedersaksen. De gemeente maakt deel uit van de gemeente Clausthal-Zellerfeld en tot en met 2014 van de opgeheven Samtgemeinde Oberharz in het Landkreis Goslar. De gemeente telde 291 inwoners op 1 januari 2018.
De plaats ligt aan de Okerstausee.
- Gemeinsame Normdatei: 7521430-1
- Virtual International Authority File: 244766858

Altenau · Bad Harzburg · Braunlage · Clausthal-Zellerfeld · Goslar · Harz (gemeentevrij gebied) · Langelsheim · Liebenburg · Schulenberg im Oberharz · Seesen · Wildemann